# Shalmash vattenfall

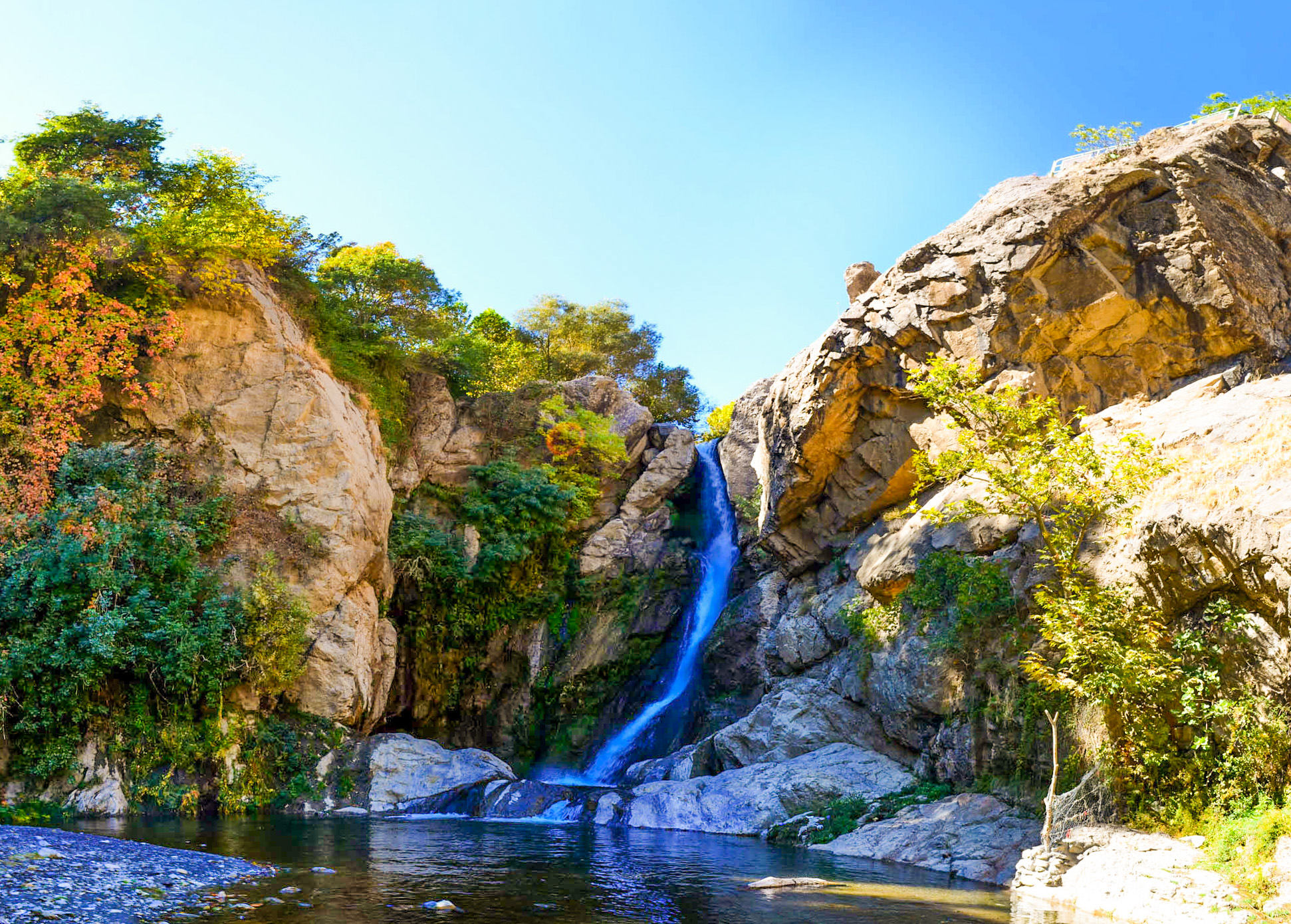
Shalmash vattenfall

Shalmash vattenfall (persiska: آبشار شلماش) är en av den iranska provinsen Västra Azerbajdzjans viktigaste vattenfall och är ett viktigt turistmål. Shalmash vattenfall, som är ca 10 meter högt, består av tre stycken vattenfall. Vattenfallets skönhet förstärks av den vackra gröna dalen och skog runt omkring det som används som en friluftsplats.